# Phedon Papamichael
Phedon Papamichael (Atenas, Grécia, fevereiro de 1962) é um cinematografista grego. Como reconhecimento, foi nomeado ao Oscar 2014 na categoria de Melhor Cinematografia por Nebraska.